# 4-Pyron
4-Pyron ist eine chemische Verbindung aus der Gruppe der Pyrone. Er kommt als Grundstruktur einiger chemischer Verbindungen wie zum Beispiel Maltol und von Chromonen vor.

## Gewinnung und Darstellung
4-Pyron kann durch Cyclokondensation des Diacetals des 3-Keto-1,5-pentandialdehyds unter sauren Bedingungen (Schwefelsäure und Ethanol) gewonnen werden.
Allgemein können 4-Pyranone durch Cyclokondensationen von 1,3,5-Tricarbonylverbindungen gewonnen werden.

## Eigenschaften
4-Pyron ist ein hellgelber Feststoff. Durch Bestrahlung mit Licht kann man 4-Pyron in 2-Pyron umsetzen. Dies beinhaltet in einem ersten Schritt die Elektrozyklisierung, wonach sich aus dem Zwischenprodukts ein Epoxycyclopentenon bildet. Schließlich führt die Sauerstoffmigration, gefolgt von einer Ringerweiterung, zum 2H-Pyran-2-on.

## Externe Links zu erwähnten Verbindungen
1. ↑  Externe Identifikatoren von bzw. Datenbank-Links zu 3-Keto-1,5-pentandialdehyd:  CAS-Nr.: 57011-17-3, PubChem: 15009279, ChemSpider: 11549462, Wikidata: Q27231278.